# Frans van Beeck
Franciscus Johannes (Frans) van Beeck (Son en Breugel, 19 juni 1940 – Belfeld, 23 oktober 2009) was een Nederlands politicus van het CDA.
Hij was hoofd van de afdeling Bestuurlijke Samenwerking Opvang Asielzoekers van het ministerie van WVC voor hij in februari 1992 benoemd werd tot burgemeester van Belfeld. Op 1 januari 2001 ging die gemeente samen met Tegelen op in de gemeente Venlo waarmee aan zijn functie een einde kwam. Daarna was hij actief voor Belfeld, de regio en de provincie Limburg. Verder was hij nog van 2004 tot 2008 voorzitter van de CDA-afdeling Venlo. Van Beeck overleed eind 2009 op 69-jarige leeftijd.